# Desolation Boulevard
Desolation Boulevard es el tercer álbum de estudio de la banda británica de glam rock Sweet, y el segundo lanzado por la agrupación en 1974. 
Este álbum representó el clímax en la popularidad de Sweet al convertirse en su disco más vendido, tanto en su país como a nivel internacional, siendo especialmente exitoso en Estados Unidos. 
Contiene la versión original de una de las canciones más conocidas y emblemáticas de la banda, «Fox On The Run». La versión americana, sustancialmente distinta y lanzada en noviembre de 1975, también incluye el hit de 1973 «The Ballroom Blitz».

## La portada
La foto de la portada del álbum fue tomada cerca de la entrada de un club de rock 'n' roll llamada The Central, ubicado en 8852 Sunset Boulevard en West Hollywood. Hoy en día es el sitio del night club The Viper Room, donde el actor River Phoenix murió de una sobredosis de drogas el 31 de octubre de 1993. La foto de la contraportada es una foto de  Vegas Boulevard «The Strip», en Las Vegas, Nevada, a principios de la década de 1970.

## Lista de canciones
Todas las canciones compuestas por  Brian Connolly, Steve Priest, Andy Scott, y Mick Tucker excepto donde se indica:

### Versión europea
1. «The Six Teens» (Mike Chapman, Nicky Chinn) - 4:02
2. «Solid Gold Brass» - 5:33
3. «Turn It Down» (Chapman, Chinn) - 3:30
4. «Medusa»[1][2] («Medussa», en las ediciones remasterizadas de CD en 1999 y 2005[3]) (Andy Scott) - 4:45
5. «Lady Starlight» (Andy Scott) - 3:12
6. «The Man With the Golden Arm» (Elmer Bernstein, Sylvia Fine) - 8:27
7. «Fox On The Run» - 4:47
8. «Breakdown» - 3:06
9. «My Generation» (Pete Townshend) - 3:59

#### Bonus tracks en relanzamiento de 1997
1. «Burning» - 4:07
2. «Rock & Roll Disgrace» - 3:50

#### Bonus tracks en relanzamiento de 1999
1. «I Wanna Be Committed» - 3:10
2. «Teenage Rampage« (sencillo lado A) - 3:32

#### Bonus tracks en relanzamiento de 2005
1. «Teenage Rampage» (Chapman, Chinn) - 3:52
2. «Own up, Take a Look at Yourself» (lado B de «Teenage Rampage») - 3:58
3. «Burn on the Flame» (lado B de «The Six Teens») - 3:37
4. «Someone Else Will» (lado B de «Turn It Down») - 3:25
5. «Medussa» (home demo - inédito) - 5:51
6. «Burn on the Flame» (home demo - inédito) - 3:57
7. «I Wanna Be Committed» (Chapman, Chinn) - 3:10
8. «Fox On The Run» (7" versión) - 3:24
9. «Miss Demeanor» (lado B de «Fox On The Run») - 3:17

### Versión estadounidense
La versión estadounidense de Desolation Boulevard fue lanzada en julio de 1975. Era radicalmente diferente a la versión del Reino Unido en cuanto al orden y contenido de las pistas,  e incluyó varias canciones de su anterior álbum Sweet Fanny Adams (hasta entonces desconocido en América), además de los sencillos «The Ballroom Blitz» y «Fox on the Run».  
1. «The Ballroom Blitz» (Chapman, Chinn) – 4:07
2. «The 6-Teens» (Chapman, Chinn) – 4:06
3. «No You Don't» (Chapman, Chinn) – 4:36
4. «A.C.D.C.» (Chapman, Chinn) – 3:28
5. «I Wanna Be Committed» (Chapman, Chinn) – 3:14
6. «Sweet F.A.» (Scott, Tucker, Connolly, Priest) – 6:16
7. «Fox On The Run» (Scott, Tucker, Connolly, Priest) (7" versión) – 3:28
8. «Set Me Free» (Scott) – 3:59
9. «Into the Night» (Scott) – 4:25
10. «Solid Gold Brass» (Brian Connolly; Steve Priest; Mick Tucker; Andy Scott) (con overdub de guitarra) – 5:35

#### Bonus tracks en relanzamiento de 1988
1. «Action» – 3:44

## Personal
- Brian Connolly – voz principal (excepto donde se indica).
- Steve Priest – bajo eléctrico, voz principal (canciones 3 y 7) y coros.
- Andy Scott – guitarra eléctrica, voz principal (canción 8) y coros.
- Mick Tucker – batería y coros.

Personal adicional
- John Roberts - bajo (canciones 1, 7, 15, 16 y 17)
- Phil Wainman - batería, percusión (canciones 1, 7, 15, 16 y 17), producción.
- Pip Williams - guitarra (canciones 1, 7, 15, 16 y 17), arreglos (canción 3)